# Paternóster, la otra mirada
Paternóster, la otra mirada es una película de terror argentina de 2016. fue escrita por Osvaldo Canis y dirigida por Daniel Alvaredo. La película fue estrenada el 17 de marzo de 2016 y está protagonizada por Eduardo Blanco, Adriana Salonia e Iván Balsa.

## Sinopsis
La historia se centra en un fotógrafo obsesionado con el embarazo de su mujer en donde verá satisfecha su obsesión, pero también comenzará a ver las cosas como no son hasta descubrir qué fue lo que acordó cuando aceptó una misteriosa herencia.

## Reparto
- Eduardo Blanco
- Adriana Salonia
- Héctor Calori
- Iván Balsa
- Roberto Vallejos
- Daniel Dibiase
- Oscar Alegre
- Miguel Ángel Porro
- Rubén Santagada
- Jorge Prado
- Ernesto Claudio
- Gustavo Rey

- Datos: Q23758708